# Gynoplistia umbacoora
Gynoplistia umbacoora är en tvåvingeart som beskrevs av Günther Theischinger 1993. Gynoplistia umbacoora ingår i släktet Gynoplistia och familjen småharkrankar. Inga underarter finns listade i Catalogue of Life.